# Jerome Cavanagh
Jerome Patrick Cavanagh (Detroit, 16 giugno 1928 – Lexington, 27 novembre 1979) è stato un politico statunitense, sindaco di Detroit dal 1962 al 1970.
Fu inizialmente visto come il nuovo John F. Kennedy, ma la sua reputazione fu segnata dalla rivolta del 1967.

## Biografia
Jerome P. Cavanagh nacque il 16 giugno 1928, figlio di un operaio alla Ford. Si laureò in legge nel 1954 all'Università di Detroit, e praticò da avvocato a Detroit dopo la laurea. Ebbe otto figli, tra cui Mark J. Cavanagh, giudice, e Philip Cavanaugh, membro della Camera dei rappresentanti del Michigan. Cavanagh si candidò nel 1961, a 33 anni, come sindaco di Detroit, come uno degli undici sfidanti del precedente sindaco Louis Miriani. Nessuno di questi candidati, all'apparenza, sembrava opporre una sfida seria a Miriani, che aveva un enorme supporto dalle istituzioni e aveva vinto facilmente le elezioni quattro anni prima. Nelle primarie Cavanagh arrivò secondo, dopo Miriani, ricevendo la metà dei suoi voti, ma guadagnandosi uno spazio nelle elezioni generali.
Tuttavia Cavanagh fece una campagna elettorale implacabile, criticando il modo in cui Miriani aveva gestito le finanze di Detroit e delle relazioni con la comunità afro-americana di Detroit. E infatti, molti membri della comunità nera credevano che Miriani avesse giustificato l'uso della forza bruta da parte della polizia. Il giorno delle elezioni, gli elettori neri si presentarono in massa, e Cavanagh sbalordì gli osservatori politici, sconfiggendo l'attuale sindaco Miriani. Cavanagh fu il primo sindaco ad abitare nella Manoogian Mansion, donata alla città dall'industriale Alex Manoogian.
La sua carriera da sindaco iniziò in maniera popolare. A differenza di Richard J. Daley, che aveva opposto resistenza all'implementazione forzata dei movimenti per i diritti civili, Jerry Cavanagh accolse calorosamente Martin Luther King Jr. a Detroit, e marciò con lui nel 1963 lungo Woodward Avenue, nella famosa March for Freedom. Cavanagh riuscì a ottenere con successo dei fondi dal governo federale. Furono costruiti dei nuovi grattacieli nel centro della città. Detroit ricevette un plauso diffuso per aver tentato di convertire una sezione di città di 23 km² (con 134.000 abitanti) in una città modello, secondo le direttive del Model Cities Program implementato dall'amministrazione Johnson. L'elite politica e degli affari della città, assieme alla classe media nera, voleva che i fondi federali aiutassero la crescita economica di tutta la città. Cercarono di proteggere il valore delle proprietà nel distretto centrale degli affari dai ghetti nelle vicinanze, e di costruire nuove strutture per generare reddito. Tuttavia, gli attivisti per i diritti civili manifestarono con la popolazione povera, opponendosi a questi piani. Il programma fu terminato a livello nazionale e a Detroit nel 1974, dopo molte rivolte razziali nelle città-obiettivo.
Cavanagh perse le primarie del Partito Democratico nel 1966, dopo che si era candidato per il Senato. Nel luglio 1967 sua moglie, Mary Helen, chiese il divorzio e la coppia si divise la custodia degli otto figli. Ad ottobre Cavanagh fece una contro denuncia, e nel 1968 gli ex coniugi affrontarono un imbarazzante processo pubblico.. Dopo essere stato criticato per la gestione delle rivolte del 1967, e dopo questi problemi personali, rinunciò alla ricandidatura nel 1969. Cavanagh tornò al lavoro da avvocato a Detroit e insegnò legge all'Università del Michigan. Nel 1974, Cavanagh si ricandidò alle elezioni, questa volta per un posto da Governatore, ma fu sconfitto nelle primarie del suo partito da Sander Levin, che a sua volta perse le elezioni generali contro il Repubblicano William Milliken. Questo fu l'ultimo tentativo politico di Cavanagh.